# Totòtruffa '62
Totòtruffa '62 è un film del 1961 diretto da Camillo Mastrocinque.

## Trama
Antonio e Camillo sono due ex trasformisti che vivono organizzando piccole truffe e continui raggiri, riuscendo spesso a sfuggire alla Legge grazie alla benevolenza del commissario Malvasia, ex compagno di scuola di Antonio. Quest'ultimo impiega quasi tutti i soldi ricavati dai raggiri andati a segno per pagare gli studi della figlia Diana, che studia in un importante e costoso collegio: la ragazza è all'oscuro della vera attività del padre, che le fa credere di essere invece un diplomatico sempre in giro per il mondo. Ma il destino ci mette lo zampino: Antonio truffa involontariamente il giovane figlio del commissario, Franco, fidanzatosi nel frattempo proprio con Diana, facendosi pagare una cauzione per un posto di lavoro fittizio che poi, scoperta la paternità del giovane, dovrà per forza trovargli: lo sistemerà come ragioniere presso un equivoco garage, dove il giovane Malvasia finirà per essere coinvolto nei loschi affari del suo datore di lavoro ed arrestato.
Tutto si risolverà per il meglio quando Antonio riceverà, all'improvviso ed inaspettatamente, una miliardaria eredità dall'America che gli permetterà di restituire il maltolto a tutti i suoi truffati, mentre Franco e Diana convoleranno a nozze.

## Produzione
In origine il film doveva intitolarsi Totòtruffa '61, ma il titolo fu cambiato in Totòtruffa '62 per non abbinare la fatidica cifra "61" (legata al centenario dell'Unità d'Italia e alle relative celebrazioni) alle truffaldine avventure di Totò e Taranto.
Nel film Totò e Nino Taranto interpretano anche un ruolo femminile. Nella biografia di Taranto, scritta da Andrea Jelardi, si può leggere: "A proposito di questo film e delle apparizioni en travesti dei due protagonisti, è lo stesso Taranto a ricordare un simpatico aneddoto: «Totò voleva che gli dessi del tu, io non ci sono mai riuscito... Diceva: «Ma perché, non capisco, ti sono antipatico?» E io gli rispondevo: «No... anzi se fossi una donna mi sarei dato a voi con tutto il cuore senza pensarci su nemmeno una volta... ». Quando capitò che in Totòtruffa 62 facemmo quella scena in cui me lo vedevo sbucare vestito da donna mentre io ero truccato da marito siciliano, finimmo le riprese e lui disse: «Beh adesso sono femmina ne puoi approfittare». «No, così no» gli dissi e lui se la legò al dito. Nello stesso film, in un'altra scena, lui faceva Fidel Castro e io, vestito da donna, facevo la moglie di Fidel e, forse perché ero più giovane, non so, facevo più colpo e questo mi inorgogliva. Gli dissi: «Con me lo potete fa' il capriccio». «Ah no… se io ero brutto, voi siete una cosa tremenda!», mi rispose."
Al film parteciparono il cantante Wee Willie Harris e la sua band nel ruolo di sé stessi.  L'attore Renzo Palmer recita con la sua voce nella sua prima scena e con quella di Glauco Onorato nella seconda. Nelle scene di canto la protagonista Estella Blain è doppiata da Anita Sol, mentre nelle restanti scene del film viene doppiata da una giovane Vittoria Febbi.